# Laguna Conococha
Die Laguna Conococha (Quechua coñi cocha „heiße Wasser“) ist ein See im Anden-Hochgebirge Südamerikas im nordwestlichen Peru.
Die Laguna Conococha liegt in der Region Ancash auf einer Höhe von 4.050 m über dem Meeresspiegel an der Verbindungsstraße zwischen dem Callejón de Huaylas und Chiquián.
Die Laguna Conococha gilt als Ursprung des Río Santa, der von hier aus rund 200 km zwischen der Cordillera Negra und der schneebedeckten Cordillera Blanca hindurch in nördlicher Richtung fließt.
Der See selbst wird durch kleine Zuflüsse aus der Cordillera Negra im Westen und der Cordillera Blanca im Osten gespeist. Hauptzufluss der Laguna Conococha ist der Río Tuco, der von der Laguna Tuco (9° 56′ 40″ S, 77° 11′ 44″ W) gespeist wird, etwa 5.000 m über dem Meeresspiegel vor einer der Gletscherzungen des Nevado de Tuco. 
Trotz seiner Höhe ist der See fischreich, es finden sich hier unter anderem Lachse und Forellen. Im Jahr 1996 entdeckten in der Laguna Conococha die Forscher Antonio W. Salas und Ulrich Sinsch im Auftrag des Museo de Historia Natural, Lima, eine neue Frosch-Art,  Telmatobius mayoloi.
Am westlichen Seeufer liegt die Ortschaft Conococha. Dort kreuzen sich die Fernstraßen nach Lima, Pativilca, Huaraz und Chiquián.
Der Kupfer- und Zink-Minengesellschaft Antamina wird vorgeworfen, seit Inbetriebnahme im Jahr 2001 durch ihre Tätigkeit den Wasserspiegel der Laguna Conococha abgesenkt und das ökologische Gleichgewicht des Sees gestört zu haben, außerdem die Region mit Mineralienrückständen verseucht zu haben.